# 루이카
루이카(일본어: 瑠衣夏, 1994년 8월 4일 ~ )는 일본의 배우이며, 본명은 이요시 루이카(飯吉 瑠衣夏)이다. 가나가와현 출신이다.